# Gossia lucida
Gossia lucida är en myrtenväxtart som först beskrevs av Joseph Gaertner, och fick sitt nu gällande namn av Neil Snow och Gordon P. Guymer. Gossia lucida ingår i släktet Gossia och familjen myrtenväxter. Inga underarter finns listade i Catalogue of Life.